# Franco Gorzelewski
Franco Gorzelewski (Buenos Aires, Argentina; 6 de junio de 1996) es un futbolista argentino. Juega de defensa central y su equipo actual es el Gelbison de la Serie D de Italia.

## Trayectoria
Gorzelewski comenzó su carrera en el Huracán de Buenos Aires. En su etapa como juvenil, fue cedido al Padova italiano en 2015. Ya como sénior, en 2016 fue cedido al Alcobendas Sport de la Tercera División de España. Tras disputar 12 encuentros en España, fue desvinculado de Huracán en 2017.
Tras su salida del club continuó su carrera en Italia, y se integró al Paganese en la Lega Pro. Regresó a Argentina en julio de 2018, fichando en el Santamarina de la Primera B Nacional.
Tras media temporada en Argentina, regresa a Italia a jugar en clubes de la Serie D. En la temporada 2022-23 se une al Brindisi, club donde ganó el ascenso a la Serie C en su primer año.

## Clubes
| Club             | País      | Año           |
| ---------------- | --------- | ------------- |
| Huracán          | Argentina | 2016-2017     |
| Alcobendas Sport | España    | 2016          |
| Paganese         | Italia    | 2017          |
| Palazzolo        | Italia    | 2018          |
| Santamarina      | Argentina | 2018          |
| US Levico Terme  | Italia    | 2019-2020     |
| Lanusei          | Italia    | 2020-2021     |
| Insieme Formia   | Italia    | 2021          |
| Fasano           | Italia    | 2021-2022     |
| Brindisi         | Italia    | 2022-2024     |
| Gelbison         | Italia    | 2024-presente |

## Vida personal
Nacido en Buenos Aires, el padre de Gorzelewski es polaco y su madre italiana.